# 菅直人内閣
菅直人内閣（かんなおとないかく）は、副総理兼財務大臣、衆議院議員及び民主党代表の菅直人が第94代内閣総理大臣に任命され、2010年（平成22年）6月8日から2010年（平成22年）9月17日まで続いた日本の内閣。

## 概説

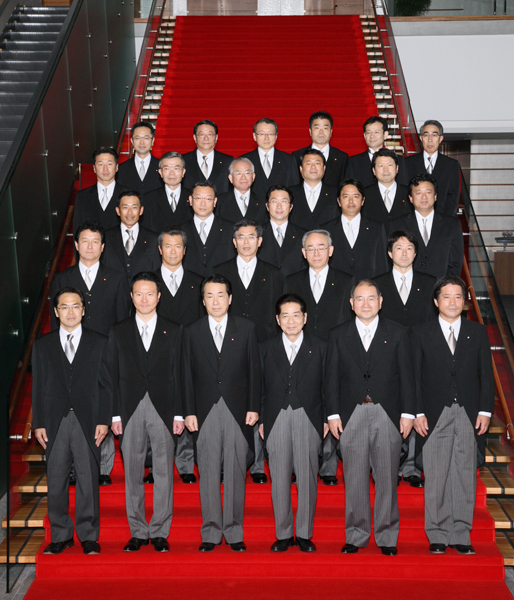
副大臣の記念撮影

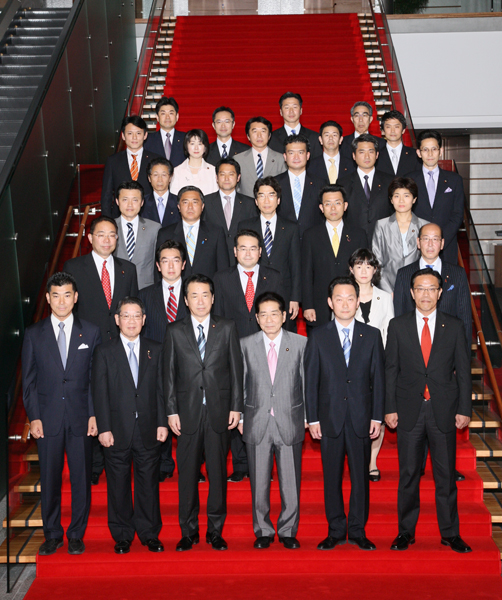
大臣政務官の記念撮影

2010年（平成22年）6月4日、鳩山由紀夫内閣が総辞職し、同日に行われた民主党代表選挙で新代表に選出された菅直人が内閣総理大臣に指名された。天皇による親任式（任命式）が6月8日に行われたため、前内閣が総辞職後も職務執行内閣として約4日間、内閣の職務を執行した。
村山内閣の村山富市日本社会党委員長（当時）以来、16年ぶりに自由民主党の在籍経験を持たない首相が誕生した。
菅内閣では、鳩山内閣では副総理が置かれていたが、菅内閣では副総理が置かれていない。また、仙谷由人国家戦略担当大臣が内閣官房長官に起用され、野田佳彦財務副大臣が財務大臣に、山田正彦農林水産副大臣が農林水産大臣に、それぞれ昇格した。千葉景子法務大臣は7月の第22回参議院議員通常選挙で落選したため（現職閣僚の落選は、2000年の第42回衆議院議員総選挙での第1次森内閣の玉沢徳一郎農相と深谷隆司通産相以来、10年ぶりだった）、結果的に民間人閣僚となった。なお、国会議員を親に持つ閣僚は、中井洽国家公安委員会委員長のみに留まった。
鳩山内閣17名の閣僚の内、11名が再任されたために居抜き内閣と位置付けられたものの、野田佳彦、玄葉光一郎、蓮舫など小沢一郎前民主党幹事長と距離を置く人物が新たに入閣したため、前内閣よりも「脱小沢」色が鮮明な内閣とされた。
内閣発足から僅か4日目の6月11日に国民新党代表の亀井静香が、金融担当大臣、郵政改革担当大臣を辞任。仙谷由人官房長官の一時事務代理の後、同日中に同じく国民新党の自見庄三郎が後任に就任。
内閣発足から34日目で、参議院議員通常選挙の投票日に入ったのは、歴代最短記録である。

## 内閣の顔ぶれ・人事

### 国務大臣
所属政党・出身:
  民主党   国民新党
  中央省庁・民間
| 職名                                                                  | 氏名       | 氏名 | 出身等                             | 特命事項等                                      | 備考                                               |
| --------------------------------------------------------------------- | ---------- | ---- | ---------------------------------- | ----------------------------------------------- | -------------------------------------------------- |
| 内閣総理大臣                                                          | 菅直人     |      | 衆議院 民主党 （菅G）              |                                                 | 民主党代表 横滑り                                  |
| 総務大臣 内閣府特命担当大臣 （地域主権推進）                          | 原口一博   |      | 衆議院 民主党 （羽田G）            |                                                 | 再任                                               |
| 法務大臣                                                              | 千葉景子   |      | 参議院 →民間 民主党 （横路G）      | 内閣総理大臣臨時代理 就任順位第5位              | 再任                                               |
| 外務大臣                                                              | 岡田克也   |      | 衆議院 民主党 （無派閥）           | 内閣総理大臣臨時代理 就任順位第2位              | 再任                                               |
| 財務大臣                                                              | 野田佳彦   |      | 衆議院 民主党 （野田G）            |                                                 | 初入閣                                             |
| 文部科学大臣 内閣府特命担当大臣 （科学技術政策）                      | 川端達夫   |      | 衆議院 民主党 （川端G）            | 国立国会図書館 連絡調整委員                     | 再任                                               |
| 厚生労働大臣                                                          | 長妻昭     |      | 衆議院 民主党 （無派閥）           | 年金改革担当                                    | 再任                                               |
| 農林水産大臣                                                          | 山田正彦   |      | 衆議院 民主党 （小沢G）            |                                                 | 初入閣                                             |
| 経済産業大臣                                                          | 直嶋正行   |      | 参議院 民主党 （川端G）            |                                                 | 再任                                               |
| 国土交通大臣 内閣府特命担当大臣 （沖縄及び北方対策）                  | 前原誠司   |      | 衆議院 民主党 （前原G）            | 内閣総理大臣臨時代理 就任順位第3位              | 再任                                               |
| 環境大臣                                                              | 小沢鋭仁   |      | 衆議院 民主党 （鳩山G→ 小沢鋭仁G） |                                                 | 再任                                               |
| 防衛大臣                                                              | 北澤俊美   |      | 参議院 民主党 （羽田G）            |                                                 | 再任                                               |
| 内閣官房長官                                                          | 仙谷由人   |      | 衆議院 民主党 （前原G）            | 内閣総理大臣臨時代理 就任順位第1位              | 横滑り                                             |
| 国家公安委員会委員長 内閣府特命担当大臣 （防災）                      | 中井洽     |      | 衆議院 民主党 （小沢G） （川端G）  | 拉致問題担当 内閣総理大臣臨時代理 就任順位第4位 | 再任                                               |
| 内閣府特命担当大臣 （金融）                                           | 亀井静香   |      | 衆議院 国民新党                    | 郵政改革担当                                    | 国民新党代表 再任 2010年6月11日免                  |
| 内閣府特命担当大臣 （金融）                                           | (仙谷由人) |      | 衆議院 民主党 （前原G）            |                                                 | 事務代理 2010年6月11日指定 同日免 内閣官房長官兼任 |
| 内閣府特命担当大臣 （金融）                                           | 自見庄三郎 |      | 参議院 国民新党                    | 郵政改革担当                                    | 再入閣 2010年6月11日任                             |
| 内閣府特命担当大臣 （経済財政政策） （消費者及び食品安全）            | 荒井聰     |      | 衆議院 民主党 （菅G）              | 国家戦略担当                                    | 初入閣                                             |
| 内閣府特命担当大臣 （「新しい公共」） （少子化対策） （男女共同参画） | 玄葉光一郎 |      | 衆議院 民主党 （無派閥）           | 公務員制度改革担当                              | 初入閣 民主党政策調査会長                          |
| 内閣府特命担当大臣 （行政刷新）                                       | 村田蓮舫   |      | 参議院 民主党 （野田G）            |                                                 | 初入閣                                             |
| 1.                                                                    |            |      |                                    |                                                 |                                                    |

### 副大臣
| 職名           | 氏名       | 出身等                          | 備考 |
| -------------- | ---------- | ------------------------------- | ---- |
| 内閣府副大臣   | 大島敦     | 衆議院/民主党（鳩山G）          | 再任 |
| 内閣府副大臣   | 平岡秀夫   | 衆議院/民主党（菅G）            |      |
| 内閣府副大臣   | 大塚耕平   | 参議院/民主党（無派閥）         | 再任 |
| 総務副大臣     | 渡辺周     | 衆議院/民主党（前原G）          | 再任 |
| 総務副大臣     | 内藤正光   | 参議院/民主党（菅G）            | 再任 |
| 法務副大臣     | 加藤公一   | 衆議院/民主党（菅G）            | 再任 |
| 外務副大臣     | 藤村修     | 衆議院/民主党（野田G）          |      |
| 外務副大臣     | 武正公一   | 衆議院/民主党（野田G）（小沢G） | 再任 |
| 財務副大臣     | 池田元久   | 衆議院/民主党                   |      |
| 財務副大臣     | 峰崎直樹   | 参議院/民主党(横路G）           | 再任 |
| 文部科学副大臣 | 中川正春   | 衆議院/民主党（羽田G）          | 再任 |
| 文部科学副大臣 | 鈴木寛     | 参議院/民主党（鳩山G）（前原G） | 再任 |
| 厚生労働副大臣 | 細川律夫   | 衆議院/民主党（菅G）            | 再任 |
| 厚生労働副大臣 | 長浜博行   | 参議院/民主党（野田G）          | 再任 |
| 農林水産副大臣 | 篠原孝     | 衆議院/民主党（菅G）            |      |
| 農林水産副大臣 | 郡司彰     | 参議院/民主党（横路G）          | 再任 |
| 経済産業副大臣 | 増子輝彦   | 参議院/民主党（羽田G）          | 再任 |
| 経済産業副大臣 | 松下忠洋   | 衆議院/国民新党                 | 再任 |
| 国土交通副大臣 | 三日月大造 | 衆議院/民主党（川端G）（鳩山G） |      |
| 国土交通副大臣 | 馬淵澄夫   | 衆議院/民主党（無派閥）         | 再任 |
| 環境副大臣     | 田島一成   | 衆議院/民主党（前原G）          | 再任 |
| 防衛副大臣     | 榛葉賀津也 | 参議院/民主党（鳩山G）          | 再任 |

### 大臣政務官
| 内閣府大臣政務官   | 泉健太     | 衆議院/民主党（前原G）          |  |  |  |  |  |
| 内閣府大臣政務官   | 田村謙治   | 衆議院/民主党（菅G）            |  |  |  |  |  |
| 内閣府大臣政務官   | 津村啓介   | 衆議院/民主党（菅G）（前原G）   |  |  |  |  |  |
| 総務大臣政務官     | 小川淳也   | 衆議院/民主党（前原G）          |  |  |  |  |  |
| 総務大臣政務官     | 階猛       | 衆議院/民主党（小沢G）          |  |  |  |  |  |
| 総務大臣政務官     | 長谷川憲正 | 参議院/国民新党                 |  |  |  |  |  |
| 法務大臣政務官     | 中村哲治   | 参議院/民主党（前原G）          |  |  |  |  |  |
| 外務大臣政務官     | 吉良州司   | 衆議院/民主党（小沢G）          |  |  |  |  |  |
| 外務大臣政務官     | 西村智奈美 | 衆議院/民主党（菅G）            |  |  |  |  |  |
| 外務大臣政務官     | 徳永久志   | 参議院/民主党（前原G）          |  |  |  |  |  |
| 財務大臣政務官     | 大串博志   | 衆議院/民主党（野田G）          |  |  |  |  |  |
| 財務大臣政務官     | 古本伸一郎 | 衆議院/民主党（川端G）（鳩山G） |  |  |  |  |  |
| 文部科学大臣政務官 | 後藤斎     | 衆議院/民主党（羽田G）          |  |  |  |  |  |
| 文部科学大臣政務官 | 高井美穂   | 衆議院/民主党（前原G）（菅G）   |  |  |  |  |  |
| 厚生労働大臣政務官 | 山井和則   | 衆議院/民主党（前原G）（菅G）   |  |  |  |  |  |
| 厚生労働大臣政務官 | 足立信也   | 参議院/民主党（無派閥）         |  |  |  |  |  |
| 農林水産大臣政務官 | 佐々木隆博 | 衆議院/民主党（横路G）          |  |  |  |  |  |
| 農林水産大臣政務官 | 舟山康江   | 参議院/民主党（菅G）            |  |  |  |  |  |
| 経済産業大臣政務官 | 近藤洋介   | 衆議院/民主党（野田G）          |  |  |  |  |  |
| 経済産業大臣政務官 | 高橋千秋   | 参議院/民主党（鳩山G）          |  |  |  |  |  |
| 国土交通大臣政務官 | 長安豊     | 衆議院/民主党（前原G）          |  |  |  |  |  |
| 国土交通大臣政務官 | 津川祥吾   | 衆議院/民主党（無派閥）         |  |  |  |  |  |
| 国土交通大臣政務官 | 藤本祐司   | 参議院/民主党（野田G）          |  |  |  |  |  |
| 環境大臣政務官     | 大谷信盛   | 衆議院/民主党（無派閥）         |  |  |  |  |  |
| 防衛大臣政務官     | 楠田大蔵   | 衆議院/民主党（羽田G）（野田G） |  |  |  |  |  |
| 防衛大臣政務官     | 長島昭久   | 衆議院/民主党（野田G）（菅G）   |  |  |  |  |  |
|                    |            |                                 |  |  |  |  |  |

### その他の人事
| 内閣官房副長官 （政務） | 古川元久   | 衆議院/民主党（前原G） |                                      |
| 内閣官房副長官 （政務） | 福山哲郎   | 参議院/民主党（前原G） |                                      |
| 内閣官房副長官 （事務） | 瀧野欣彌   | 国家公務員/総務省      |                                      |
| 内閣法制局長官          | 梶田信一郎 | 国家公務員/自治省      |                                      |
| 内閣総理大臣補佐官      | 阿久津幸彦 | 衆議院/民主党（菅G）   | 中小企業対策・地域活性化対策担当     |
| 内閣総理大臣補佐官      | 小川勝也   | 参議院/民主党（鳩山G） | 農山漁村地域活性化担当               |
| 内閣総理大臣補佐官      | 逢坂誠二   | 衆議院/民主党（菅G）   | 地域主権、地域活性化及び地方行政担当 |
| 内閣総理大臣補佐官      | 寺田学     | 衆議院/民主党（菅G）   | 国家戦略、行政刷新担当               |
| 1.                      |            |                        |                                      |

## 在職期間
- 2010年（平成22年）6月8日 - 9月17日
- 組閣時の平均年齢：59歳
  - 最年長：73歳（亀井靜香）→72歳（北澤俊美）
  - 最年少：42歳（蓮舫）

## 略史

### 2010年（平成22年）

#### 6月
- 4日 - 鳩山由紀夫内閣総理大臣の辞任を受けて行われた内閣総理大臣指名選挙で、菅直人民主党代表が第94代内閣総理大臣に選出される。
- 8日 - 天皇による認証式を経て正式に発足。
- 9日 - 副大臣、大臣政務官を任命。
- 11日 - 亀井静香国民新党代表が、郵政改革法案の通常国会提出見送りを受け、金融担当大臣、郵政改革担当大臣を辞任。仙谷由人官房長官の一時事務代理の後、同日中に後任に国民新党所属の自見庄三郎が就任。
- 17日 - 民主党が第22回参議院議員通常選挙に向けたマニフェストを発表。実質的な消費税増税を盛り込む内容などを発表した。
- 25日 - 菅が第36回主要国首脳会議に出席。

#### 7月
- 11日 - 第22回参議院議員通常選挙で与党が過半数割れ。千葉景子法務大臣も落選（法相は続投）。

#### 9月
- 14日 - 任期満了に伴う民主党代表選挙が行われ、菅が対立候補の小沢一郎前幹事長を破り当選。
- 17日 - 菅が民主党執行部を刷新し、同時に内閣改造。菅改造内閣が発足。

## 批判

### 陣容
野党第一党の谷垣禎一自由民主党総裁は、「メンバーをみていると、今まで以上に左翼的な色彩を持った政権になるのではないかという危惧を持っている」と批判し、野党第2党の山口那津男公明党代表は、「菅内閣は『廃材を集めた仮設内閣』。鳩山内閣が学級崩壊状態といわれた渦中で、火中のクリをひろうまいとしてだまっていた菅が首相になっても何か期待ができるのか」と批判した。
また安倍晋三元首相は、「史上まれにみる陰湿な左翼政権」とし、麻生太郎元首相も「市民運動といえば聞こえはいいが、これだけの左翼政権は初めてだ。対立軸がはっきりした」と批判した。
石原慎太郎東京都知事は、菅内閣について「今度の菅内閣、あれも極左だから」、「極左だから同じこと言うし、もっとすごいことやるかもしらねえが、地方に限って（外国人に）参政権を与えるって。どうなんですかこれ」と批判。

### 菅談話
2010年（平成22年）8月10日、菅内閣は韓国併合100年に当たる節目の年として、韓国への謝罪を盛り込んだ談話を閣議決定として発表した。しかし、この談話は基本的に村山談話を踏襲するものであり、韓国側に強い不満を与えることとなった。さらに、第二次世界大戦で日本と敵対した中国や、韓国と同じく日本に統治されていた台湾からは、韓国のみに謝罪する談話に不満の声が上がった。北朝鮮は「村山談話や小泉談話より後退したものであり、わが国に対する国権強奪を認めず、謝罪も賠償もしようとしない強盗さながらの本性が潜んでいる」と非難した。また、従軍慰安婦問題に触れていないことから、韓国挺身隊問題対策協議会は「過去の過ちを振り払い未来志向的関係を築くとの日本政府の中身のない言葉遊びを改めて確認することができた。」と痛烈に非難した。
また、日本国内からも「謝罪外交」「後ろ向きな談話」「既に解決済みの問題を蒸し返す」などの批判が上がり、櫻井よしこなどのジャーナリストは菅の外交を「素人集団外交」と評した。
中国メディアは、菅談話は日本・韓国・北朝鮮のいずれの国からも不満を招いているとして、「菅直人首相は、朝鮮半島を併合したことに対して、まさか、日本、韓国、北朝鮮の“3方向”から強烈な“お叱り”に遭うとは思っていなかっただろう」と報道、談話における関係国や周辺国、そして日本国内での低い評価を紹介した。
さらに、韓国政府はこの談話を訳するとき、朝鮮半島由来の文化財を「お渡しする」とした表現を意図的に「返還」に改竄していたが、これに岡田克也外相は抗議しない考えを表明した。産経新聞は、懸念されていた「謝罪外交の悪循環」が早くも露呈したと批判した。

### 円高と株価下落
2010年（平成22年）8月、アメリカ経済への減速懸念から円が大量に買われ続け、8月11日には15年ぶりとなる1ドル84円台に突入。それに伴い、日経平均株価も続落した。
この急激な円高および株価下落は、自動車・電機メーカー各社にとって最大のリスク要因として浮上し、日本自動車工業会の志賀俊之会長は政府・日本銀行に早急な対策を要望したが、菅首相は夏季休暇を続行、具体的な指示も出さず、首相官邸は休業状態が続いた。首相は従来より、「強い経済」「強い財政」「強い社会保障」を内閣の目標に掲げているが、強いメッセージは何も打ち出せていないとサンケイビズは指摘した。
このような状況に対して、民主党の「デフレから脱却し景気回復を目指す議員連盟」は、早急かつ徹底的な円高対策を求める緊急声明を発表し、政府・日銀に対して対策を要望した。
2010年9月15日、円高是正のため為替介入を実施した。

### 落選した千葉法相の続投
千葉景子法務大臣は、2010年（平成22年）7月11日の第22回参議院議員通常選挙において、神奈川県選挙区（定数3）で次点となり落選した。しかし法務大臣を退任することなく、そのまま続投した。国民の審判である選挙に落選した政治家が、閣僚の座にとどまることに対しては異論が多く、野党などから批判が出た。
千葉は落選から68日後の2010年9月17日に退任するまで、民間人閣僚として49日間在任した。国政選挙で落選した閣僚が職務を続けたそれまでの最長記録である第4次吉田内閣の林屋亀次郎（落選から27日後の退任・民間人閣僚として19日間在任）を大幅に更新した。
2010年7月28日、千葉は就任後初となる死刑執行命令を行った。仙谷由人官房長官らは死刑執行について千葉が法に沿って適正に行ったとしている。一方、千葉が所属していた「死刑廃止を推進する議員連盟」のメンバーは「千葉氏は大変な変節をされた」と批判した。また8月2日の衆院予算委員会で「国民の支持目当て」と指摘されたが、千葉はこれを強く否定した。
菅は2010年8月3日の衆議院本会議で大来佐武郎は1977年参院選の全国区で落選したが、2年後の1979年に民間人閣僚として外務大臣に就任したという過去の例を取り上げ、現職閣僚として落選した千葉の閣僚続投については、国政選挙の当落や議員資格の有無に関わらず大臣に適任だからであるという旨の答弁をした。

### 尖閣諸島中国漁船衝突事件
2010年（平成22年）9月7日、尖閣諸島近海で、海上保安庁の巡視艇と中国の漁船が衝突する事件が発生した。海上保安庁は、中国漁船側が故意に巡視艇にぶつかったと判断、船長を公務執行妨害の容疑で逮捕し、船を拿捕した。
中国は尖閣諸島の領有を主張していることから、乗組員と漁船を返すよう強硬に主張した。日本側は尖閣諸島は日本固有の領土であり、領有問題そのものが存在していないとの立場から、これを拒否。中国は、駐中国大使の丹羽宇一郎を呼び出し、厳重抗議を行った。
丹羽は同じ問題で5度も中国に呼び出されている（うち1回は深夜で、外交上非常に無礼な行為とされる）。また、中国では、天津の日本人学校に鉄の塊を学校に向けて撃ち込んで窓ガラスを破壊する事件が発生、さらに同学校には「中国の国民は、侵犯を許さない」という中国語の落書きが書かれる事件も発生した。
日本は9月24日に船長を釈放したが、これに対して野党や世論は弱腰外交と批判を強めた。アメリカのウォール・ストリート・ジャーナルは「ネット上の意見を見る限り、日本は完全な敗者」と指摘した。

### 「ジェットコースター内閣」
発足からの1カ月で内閣支持率が20%以上下降したことから、夕刊フジは「ジェットコースター内閣」と揶揄している。